# Friedrich Jähne

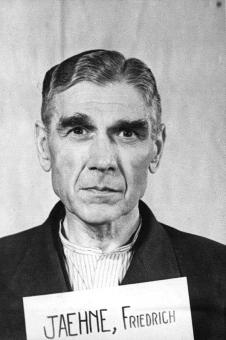
Friedrich Jähne während der Nürnberger Prozesse

Friedrich Jähne (* 24. Oktober 1879 in Neuss; † 21. Dezember 1965 in München) war ein deutscher Ingenieur, Unternehmer und Wehrwirtschaftsführer. Aufgrund seiner Mitverantwortung für die Ausplünderung im annektierten Elsaß-Lothringen wurde er 1948 im I.G.-Farben-Prozess zu einer Haftstrafe von 18 Monaten verurteilt.

## Leben und Werk
Jähne, Sohn eines Fotografen, beendete seine Schullaufbahn in Neuss und Düsseldorf mit dem Abitur. Anschließend arbeitete er in Kiel auf der kaiserlichen Werft und war 1900 als Marinesoldat an der Niederschlagung des Boxeraufstandes beteiligt. Von 1901 bis 1905 studierte er Maschinenbau an der Technischen Hochschule Charlottenburg. Während seines Studiums wurde er 1901 Mitglied der Berliner Burschenschaft Rugia. Nach der Diplomprüfung arbeitete er als Betriebsingenieur bei verschiedenen Unternehmen der chemischen Industrie. Jähne nahm als Marinesoldat am Ersten Weltkrieg teil.
Er trat 1921 in den Dienst der Farbenfabriken Bayer in Leverkusen, wurde 1923 Prokurist und 1928 – nach dem Beitritt von Bayer zur I.G. Farbenindustrie AG – Direktor. Am 6. Oktober 1931 wurde Jähne Chef-Ingenieur im Werk Hoechst und in der Betriebsgemeinschaft Mittelrhein der I.G. Farben und Vorsitzender der Technischen Kommission. Unter seiner Leitung begann die grundlegende Modernisierung der Infrastruktur des 1863 gegründeten Werkes, die bis 1939 dauerte. Dazu gehörte die großzügige Anlage neuer Straßen und Erweiterungsflächen, die Reorganisation des Werksbahnnetzes und der Aufbau einer zentralen Strom- und Dampfversorgung anstelle der früheren kleinen Kraftwerke und Transmissionsantriebe. Zwischen 1932 und 1939 wurden jährlich rund 10 Millionen Reichsmark investiert.
1934 wurde Jähne zum stellvertretenden Vorstandsmitglied der I.G. Farben ernannt. Nach dem Tode des Werksleiters Ludwig Hermann am 31. Mai 1938 rückte er zum ordentlichen Vorstandsmitglied der I.G. Farben und stellvertretenden Werksleiter von Hoechst auf. Am 30. April 1938 beantragte er zusammen mit dem neuen Werksleiter Carl Lautenschläger die Mitgliedschaft in der NSDAP und wurde rückwirkend zum 1. Mai 1937 aufgenommen (Mitgliedsnummer 6.086.462). Jähne erhielt während des Zweiten Weltkrieges das Kriegsverdienstkreuz erster Klasse und wurde 1943 zum Wehrwirtschaftsführer ernannt.
Jähne galt der Parteihierarchie als unzuverlässig, hatte aber offenbar keine Bedenken wegen der Verstrickung der I.G. Farben in die nationalsozialistische Kriegswirtschaft, z. B. wegen des planmäßigen Einsatzes von Zwangsarbeitern im Konzentrationslager Auschwitz-Monowitz. Jähne hielt sich während des Krieges mehrfach in den Buna-Werken im Konzentrationslager auf, und auch sein Sohn arbeitete dort als Ingenieur. Von ihm erfuhr er auch von den Massenmorden im sechs Kilometer vom I.G. Farbenwerk entfernten Konzentrationslager Auschwitz-Birkenau.
Im I.G.-Farben-Prozess wurde Jähne am 30. Juli 1948 zu 18 Monaten Haft verurteilt. Aus der Haftanstalt Landsberg wurde er am 17. Oktober desselben Jahres wieder entlassen. Sein Verteidiger war ab 3. Dezember 1947 Hans Pribilla.
Im September 1955 wurde er Aufsichtsratsvorsitzender der Farbwerke Hoechst (bis 1963). 1955 erhielt er zudem die DECHEMA-Medaille, und im Jahr 1959 wurde er mit dem Großen Verdienstorden mit Stern des Verdienstordens der Bundesrepublik Deutschland ausgezeichnet. Außerdem war er Träger des Bayerischen Verdienstordens (verliehen am 23. Juni 1962). 1962 wurde er mit der Grashof-Denkmünze des Vereins Deutscher Ingenieure ausgezeichnet.
1964 wurde einer breiteren Öffentlichkeit bekannt, dass Friedrich Jähne im Nürnberger IG Farben-Prozess 1948 zu einer Gefängnisstrafe von 18 Monaten verurteilt worden war. Eine umgehende Prüfung ergab, dass diese Strafe weder im Strafregisterauszug eingetragen noch dem Bayerischen Landesamt für Verfassungsschutz bekannt war und damit eine Verleihung des Großen Verdienstordens mit Stern und des Bayerischen Verdienstordens ausgeschlossen hätte. Mit Bezug auf den ähnlich gelagerten Fall Heinrich Bütefisch, der seinen Orden freiwillig zurückgegeben hatte, das Gutachten des Bundesjustizministeriums vom 10. September 1964 und die Stellungnahme des Bundesministeriums des Inneren vom 28. Juli 1964 wurde amtsintern empfohlen, mit Jähne ebenfalls über die stillschweigende Rückgabe des Ordens zu sprechen. Das Gespräch zwischen Dr. Huber und Jähne war jedoch vergeblich: Jähne sei der Meinung, sich auf ein früheres Gutachten des Justizministeriums stützen zu können, wonach die in Nürnberg verurteilten Kriegsverbrecher nach deutschem Recht nicht als bestraft gelten sollen; auch sei die Höhe seines Strafmaßes (18 Monate) mit dem von Bütefisch (6 Jahre) nicht vergleichbar; Jähne sähe einem Entziehungsverfahren mit Gelassenheit entgegen und werde sich zunächst mit der Rechtsabteilung der IG Farben in Verbindung setzen. Daraufhin wurde im Bundespräsidialamt beschlossen, weiter abzuwarten und die Angelegenheit dilatorisch [verzögernd, schleppend] zu behandeln.